# Cantón de Tulle-Campiña-Norte
El cantón de Tulle-Campiña-Norte era una división administrativa francesa, que estaba situada en el departamento de Corrèze y la región de Limusín.

## Composición
El cantón estaba formado por seis comunas:
- Chameyrat
- Favars
- Naves
- Saint-Germain-les-Vergnes
- Saint-Hilaire-Peyroux
- Saint-Mexant

## Supresión del cantón de Tulle-Campiña-Norte
En aplicación del Decreto n.º 2014-228 de 24 de febrero de 2014, el cantón de Tulle-Campiña-Norte fue suprimido el 22 de marzo de 2015 y sus 6 comunas pasaron a formar parte del nuevo cantón de Naves.